# Microcephalothrips abdominalis
Microcephalothrips abdominalis är en insektsart som först beskrevs av D. L. Crawford 1910.  Microcephalothrips abdominalis ingår i släktet Microcephalothrips och familjen smaltripsar. Inga underarter finns listade i Catalogue of Life.